# Uptown Saturday Night
Uptown Saturday Night è un film statunitense del 1974 diretto da Sidney Poitier. Il film è inedito in Italia.
I protagonisti sono lo stesso Poitier, Bill Cosby e Harry Belafonte. Cosby e Poitier avrebbero recitato insieme anche nelle pellicole seguenti Let's Do It Again (1975) e A Piece of the Action (1977). Anche se i personaggi da loro interpretati hanno nomi differenti in ogni film, le tre pellicole sono considerate una trilogia.
La prima di Uptown Saturday Night si tenne il 15 giugno 1974 presso il Criterion Theatre di New York, ricevendo critiche favorevoli.
Nel 2024 è stato selezionato per la conservazione nel National Film Registry degli Stati Uniti dalla Biblioteca del Congresso come "culturalmente, storicamente o esteticamente significativo"

## Trama
Steve Jackson e Wardell Franklin escono dalle loro case per visitare Madame Zenobia's: una discoteca illegale ma di alta classe. Durante la loro visita, però, il posto viene svaligiato e sono costretti a consegnare i portafogli. Si scopre che il portafoglio di Steve conteneva un biglietto vincente della lotteria e insieme devono recuperare la loro proprietà rubata.